# Čajkov
Čajkov – wieś (obec) na Słowacji położona w kraju nitrzańskim, w powiecie Levice. Pierwsze wzmianki o miejscowości pochodzą z roku 1276. 
Według danych z dnia 31 grudnia 2012, wieś zamieszkiwało 998 osób, w tym 505 kobiet i 493 mężczyzn.
W 2001 roku rozkład populacji względem narodowości i przynależności etnicznej wyglądał następująco:
- Słowacy – 99,34%
- Czesi – 0,09%
- Romowie – 0,09%
- Ukraińcy – 0,09%
- Węgrzy – 0,28%

Ze względu na wyznawaną religię struktura mieszkańców kształtowała się w 2001 roku następująco:
- Katolicy rzymscy – 97,54%
- Grekokatolicy – 0,09%
- Ewangelicy – 0,09%
- Prawosławni – 0,09%
- Ateiści – 1,42%
- Nie podano – 0,57%